# Leucodynerus martini
Leucodynerus martini är en stekelart som först beskrevs av Richard Mitchell Bohart 1942.  Leucodynerus martini ingår i släktet Leucodynerus och familjen Eumenidae. Inga underarter finns listade i Catalogue of Life.